# لطخة نورثرن

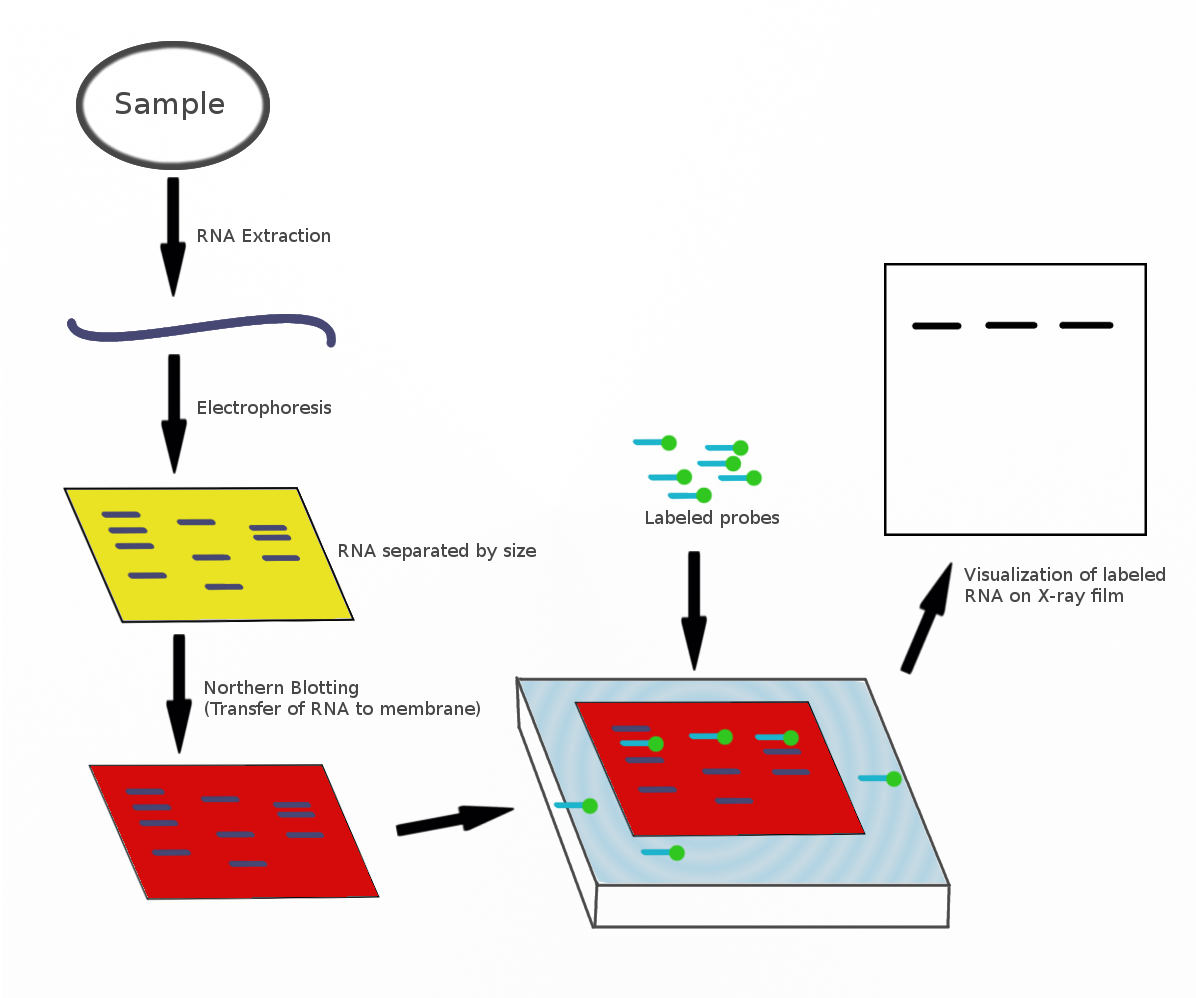
مخطط بياني يبين الإجراءات العامة لتحديد الرنا بواسطة تقنية لطخة نورثرن.

لطخة نورثرن أو لطخة الرنا (بالإنجليزية: Northern blot)‏ هي تقنية تُستخدم في علم الأحياء الجزيئي لدراسة التعبير الجيني عبر تحديد الرنا (أو الرنا الرسول المستخلص) في عينة.
تُمكِّن تقنية لطخة نورثرن من ملاحظة التنظيم الخلوي للبنى والوظائف بتحديد معدل التعبير الجيني الدقيق أثناء التمايز أو التخلق الحيوي، وكذلك أثناء الاضطرابات والأمراض. يُستخدم في لطخة نورثرن الرحلان الكهربائي لفصل العينات حسب الحجم، وتحديد جزيئات الرنا بواسطة مسابير تهجين مكملة جزئيا أو كليا لتسلسلات الرنا المستهدفة. يُشير مصطلح 'لطخة نورثرن' بشكل محدد إلى الانتقال الشعري للرنا من هلام الرحلان الكهربائي إلى غشاء اللطخة، إلا أنه يُقصد بلطخة نورثرن كامل الإجراءات المستخدمة في هذه العملية. طُوِّرت تقنية لطخة نورثرن سنة 1977 بواسطة جيمس ألوين، ديفيد كيمب وجورج ستارك في جامعة ستانفورد، مع مساهمات من قبل غيرهارد هاينريش. اتخذت هذه التقنية اسمها من التشابه بينها وبين أول تقنية تلطيخ -وهي لطخة ساوثرن- المسماة باسم العالم إدوين ساوثرن. الفرق الكبير بينهما هو أن الرنا هو من تتم دراسته في لطخة نورثن بدل الدنا في لطخة ساوثرن.

## الإجراء

نظام تلطيخ شعيري لنقل الرنا من هلام الرحلان الكهربائي إلى الغشاء النايلوني.

يبدأ إجراء التلطيخ بشكل عام  باستخلاص مجموع الرنا من عينة نسيج متجانس أو من خلايا مختلفة، بعد ذلك يمكن عزل الرنا الرسول الخاص بحقيقيات النوى عبر استخدام الاستشراب السيليلوزي لقليل الثيميدين (oligo (dT)) وبشكل خاص لعزل جزيئات الرنا التي تحتوي على ذيل عديد الأدينين. بعد ذلك تفصل عينات الرنا حسب الحجم عبر الرحلان الكهربائي، ولأن الهلامات هشة ولا يمكن لمسابير التهجين الدخول في كناناتها والتفاعل مع جزيئات الرنا، تُنقل هذه الأخيرة إلى غشاء أو رقاقة نايلون عبر نظام تلطيخ شعيري أو فراغي.
الغشاء النايلوني موجب الشحنة هو الأكثر فعالية للاستخدام في لطخة نورثرن لأن الأحماض النووية سالبة الشحنة لها ألفة كبيرة له. يحتوي منظم النقل المستخدم في التلطيخ عادة على الفورماميد لأنه يخفِّض درجة حرارة ارتباط الرنا بمسبار التهجين، ومنه إزالة الحاجة إلى درجات حرارة مرتفعة قد تسبب تفكك الرنا. بعد أن يتم نقل الرنا إلى الغشاء، يتم تثبيته عبر ترابط تساهمي مع الغشاء بواسطة الأشعة فوق البنفسجية أو الحرارة. توسم المسابير بواسطة واسمات لإعطاء إشارات محددة، ثم يتم تهجينها (ارتباطها) بالرنا على سطح الغشاء. تشمل الشروط التجريبية التي تؤثر على نجاعة ودقة التهجين: القوة الأيونية، اللزوجة، قودة مزدوج الرنا-مسبار، كمية القواعد غير المتطابقة فيه والتركيب القاعدي له. بعد ذلك يتم غسل الغشاء لضمان ارتباط المسابير الدقيق ولمنع حدوث إشارات خلفية. يتم تحديد إشارات التهجين عبر مسح بالأشعة السينية وتحديد كميتها بواسطة المكثافية. لتحديد ضوابط من أجل المقارنة في لطخة نورثرن، يمكن استخدام العينات التي لا تُظهر ناتجا جينيا وذلك بعد تحديدها عبر المصفوفات الدقيقة أو النسخ العكسي-تفاعل البوليميراز المتسلسل.